# GamesRadar+
GamesRadar+ (dawniej: GamesRadar) – strona internetowa o grach komputerowych stworzona przez Future Publishing w 2005 roku. Zajmuje się głównie opisywaniem gier, pisaniem recenzji i wiadomości branżowych.
Według serwisu GamesIndustry strona miała 1,57 miliona wyświetleń w samej Wielkiej Brytanii w okresie od stycznia do marca 2012.